# Pilopogon africanus
Pilopogon africanus là một loài Rêu trong họ Dicranaceae. Loài này được Broth. miêu tả khoa học đầu tiên năm 1910.